# Łaska Imperatora
Łaska Imperatora (też: Łaska cesarza) – opera Karola Kurpińskiego, w 1 akcie, do której libretto napisał Ludwik Adam Dmuszewski (rzecz wzięta jest z dramatu Kotzebuego „Fedora”). Jej prapremiera miała miejsce w Warszawie 11 marca 1814 roku.

## Osoby
- Hrabia Willikow – tenor
- Maryia – sopran
- Iwan Petrowicz – bas
- Fieodora – sopran
- Imperator
- Adjutant Imperatorski[1]

Ponadto: orszak Imperatora, domownicy hrabiego
Opera rozgrywa się w dobrach hrabiego, na gościńcu między Petersburgiem i Moskwą.

## Muzyka
1. Uwertura
2. Arie (Maryia), „Witay nam dzionku radosny!” (Scena I)
3. Dwuśpiew (Maryia i Willikow), „Wybiła twoia godzina” (Scena II)
4. Dwuśpiew (Maryia i Fieodora), „Kto wszystko stracił na ziemi» (Scena IV)
5. Air russe (Fieodora), „Nieszczęsna sierota” (Scena VI)
6. Śpiew (Iwan), „Znałem jednego biedaka” (Scena VII)
7. Czworo śpiew (Willikow, Fieodora, Maryia, Iwan), „Coż ja mam myśleć o tem Fieodoro?” (Scena VII)
8. Melodrama i Chór.
a. Melodrama (Fieodora), „Nader szczęśliwa, razem okropna godzina” (Scena IX)
b. Chór (i tercet: Willikow, Maryia, Iwan), „Witay wielki Gościu, witay!” (Scena X)
9. Finał (Maryia, Fieodora, chór), „Sławny ten czyn rzadki” (Scena XI)